# Druon laceyi
Druon laceyi — вид горіхотворок родини Cynipidae. Описаний у 2022 році.

## Поширення
Ендемік США. Поширений у штаті Техас. Трапляється у дубових лісах.

## Спосіб життя
Самиці розмножуються безстатевим шляхом в галах дубів Quercus laceyi.